# Halotolerancija
Halotolerancija je prilagođavanje živih organizama uslovima visokog saliniteta. Halotolerantne vrste obično žive u područjima kao što su hiperslana jezera, obalske dine, slane pustinje, slane močvare i unutrašnja slana mora i izvori. Halofili su organizmi koji žive u veoma slanim sredinama i zahtevaju salinitet da bi preživeli, dok halotolerantni organizmi (koji pripadaju različitim domenima života) mogu da rastu u fiziološkim uslovima, ali ne zahtevaju povišene koncentracije soli za rast. Halofiti su više biljke otporne na so. Halotolerantni mikroorganizmi su od značajnog biotehnološkog interesa.

## Aplikacije
Oblasti naučnog istraživanja relevantne za halotoleranciju uključuju biohemiju, molekularnu biologiju, ćelijsku biologiju, fiziologiju, ekologiju i genetiku.
Razumevanje halotolerancije može biti primenljivo na oblasti kao što su poljoprivreda u sušnim zonama, kseriskejping, akvakultura (ribe ili alge), bioproizvodnja poželjnih jedinjenja (kao što su fikobiliproteini ili karotenoidi) korišćenjem morske vode za podršku rasta, ili remedijacija zemljišta pogođenog solju. Pored toga, mnogi stresori životne sredine uključuju ili izazivaju osmotske promene, tako da znanje stečeno o halotoleranciji takođe može biti relevantno za razumevanje tolerancije na ekstreme vlage ili temperature.
Ciljevi proučavanja halotolerancije uključuju povećanje poljoprivredne produktivnosti zemljišta zahvaćenog zaslanjivanjem ili gde je dostupna samo slana voda. Konvencionalne poljoprivredne vrste mogu se učiniti više halotolerantnim transferom gena sa prirodno halotolerantnih vrsta (konvencionalnim uzgojem ili genetskim inženjeringom) ili primenom tretmana razvijenih iz razumevanja mehanizama halotolerancije. Pored toga, prirodno halotolerantne biljke ili mikroorganizmi mogu se razviti u korisne poljoprivredne kulture ili fermentacione organizme.

## Ćelijske funkcije u halofitima
Tolerancija uslova sa visokim sadržajem soli može se postići na nekoliko načina. Visok nivo soli koji ulazi u biljku može izazvati jonski disbalans koji uzrokuje komplikacije u disanju i fotosintezi, što dovodi do smanjene stope rasta, povreda i smrti u teškim slučajevima. Da bi se smatrao tolerantnim na fiziološke uslove, protoplast mora pokazati metode balansiranja toksičnih i osmotskih efekata povećane koncentracije soli. Halofitne vaskularne biljke mogu da prežive na zemljištima sa koncentracijom soli oko 6%, ili do 20% u ekstremnim slučajevima. Tolerancija ovakvih stanja postiže se upotrebom stresnih proteina i kompatibilnih osmotskih rastvora citoplazme.
Da bi postojali u takvim uslovima, halofiti imaju tendenciju da budu podložni unosu visokog nivoa soli u svoje ćelije, a to je često potrebno da bi se održao osmotski potencijal niži od onog u zemljištu kako bi se obezbedilo upijanje vode. Visoke koncentracije soli u ćeliji mogu biti štetne za osetljive organele kao što je hloroplast, te se vidi sekvestracija soli. Pod ovom dejstvom, so se skladišti u vakuoli kako bi se zaštitila tako delikatna područja. Ako se u vakuoli vide visoke koncentracije soli, između vakuole i citoplazme će se uspostaviti visok gradijent koncentracije, što će dovesti do visokog nivoa ulaganja energije za održavanje ovog stanja. Zbog toga se može videti akumulacija kompatibilnih citoplazmatskih osmotskih rastvora kako bi se sprečila ova situacija. Aminokiseline kao što je prolin se akumuliraju u halofitnim Brassica vrstama. Pokazalo se da kvaternarne amonijumove baze kao što je glicin betain i šećeri deluju u ovoj ulozi unutar halofitnih članova Chenopodiaceae, kao i da članovi Asteraceae pokazuju nakupljanje ciklita i rastvorljivih šećera. Nagomilavanje ovih jedinjenja omogućava balansiranje osmotskog efekta dok sprečava uspostavljanje toksičnih koncentracija soli ili zahteva održavanje visokih gradijenata koncentracije.

## Bakterijska halotolerancija
Stepen halotolerancije uveliko varira među različitim vrstama bakterija. Određeni broj cijanobakterija je halotolerantan. Primer lokacije za pojavu takvih cijanobakterija je u Makgadikgadi Pans, veliko hiperslano jezero u Bocvani.

## Halotolerancija na gljivice
Gljive sa staništa sa visokom koncentracijom soli su uglavnom halotolerantne (i.e. ne zahtevaju so za rast) i nisu halofilne. Halofilne gljive su redak izuzetak. Halotolerantne gljive čine relativno velik i konstantan deo zajednica hiperslane sredine, kao što su one u solarnim solanama. Dobro proučeni primeri uključuju kvasac Debaryomyces hansenii i crni kvasac Aureobasidium pullulans i Hortaea werneckii. Potonji mogu rasti u medijima bez soli, kao i u skoro zasićenim rastvorima NaCl. Da bi naglasili ovu neobično široku prilagodljivost, neki autori opisuju H. werneckii  kao „ekstremno halotolerantnu“.